# Инаркиев, Эрнесто Казбекович
Эрне́сто Казбе́кович Инарки́ев (род. 9 декабря 1985, Айдаркен, Киргизская ССР) — российский шахматист, гроссмейстер (2002), чемпион Европы (2016).
C июля 2005 года стабильно входит в 100 лучших шахматистов мира по рейтингу ФИДЕ.
С 2006 года выступает за Москву, чемпион России по быстрым шахматам в составе сборной Москвы (2015).

## Биография
Чемпион Азии среди юношей до 16 лет (1999), чемпион Кыргызстана среди мужчин (1999). В 1998 и 2000 играл за Кыргызстан на шахматных олимпиадах.
По приглашению К. Илюмжинова переехал в Элисту, и стал представлять Россию, Калмыкию. Занимался под руководством одного из лучших тренеров в мире Марка Дворецкого. Чемпион Европы до 16 лет (2001), чемпион России до 20 лет (2002).
В 2005 году переехал в Москву. Окончил экономический факультет РГСУ по специальности «финансы и кредит» (2008).
Дважды побеждал в Высшей лиге чемпионата России (2006, 2013).
Бронзовый призёр Суперфинала чемпионата России среди мужчин (2006).
5-кратный победитель командного чемпионата России в составе команды «Томск-400» (2004, 2005, 2007, 2009, 2012). 2-кратный победитель клубного Кубка Европы в составе команды «Томск-400» (2005, 2006).
Победитель ряда международных турниров, в том числе «Baku Open-2014» и «3rd Sharjah Masters» 2019.
Яркую победу одержал в турнире «Moscow Open 2015», показав результат 8 из 9.
В 2016 году в г. Джяковица победил в чемпионате Европы показав перфоманс 2882.
В ноябре 2017-го с рейтингом 2767 стал 16-м в мире по быстрым шахматам в рейтинге ФИДЕ.
Многократный участник Кубков Мира, Суперфиналов чемпионата России. Выступал в командных чемпионатах Германии, Китая, Турции, Испании, Греции.
Занимается айкидо, в 2016 году получил черный пояс 1-й дан.
Соорганизатор фестиваля «Башня Согласия», который с 2016 года ежегодно проводит спортклуб «Ади Ахмад» в Ингушетии.
Был Президентом федерации шахмат Ингушетии с января 2017 по январь 2019 года. За этот период, в республике внедрен проект «Шахматы в школах» реализуемый совместно Федерацией шахмат России и Фондом Тимченко. В рамках проекта, во всех школах региона проводится урок шахмат.

## Случай в игре против чемпиона мира
На чемпионате мира по блицу 2017 года в игре против Магнуса Карлсена оказался в центре скандала, возникшего из-за пробела в правилах. Когда у обоих игроков оставались секунды до окончания партии, Карлсен объявил шах, но Инаркиев сделал невозможный ход, объявив шах в ответ. Удивительным образом чемпион мира забыл о своём только что объявленном шахе и вместо того, чтобы в соответствии с действовавшими на тот момент правилами блица остановить часы и попросить арбитра присудить победу, сделал ответный ход. После этого уже Инаркиев заявил, что Карлсен сделал невозможный ход и потребовал присудить победу ему. Арбитр, не сумев разобраться в возникшей ситуации, удовлетворил требование Инаркиева. Через 15 минут после окончания тура, когда оба игрока покинули игровую зону и имели возможность проанализировать конечную позицию, главный арбитр отменил данное решение, утверждая, что сделанный Карлсеном ход технически не является невозможным, и предложил участникам продолжить партию с той позиции, на которой она была остановлена (после хода, сделанного Карлсеном). Инаркиев отказался продолжать партию, заявив, что не может признать возможным сделанный Карлсеном ход, и ему было засчитано поражение. Последовавшая за этим апелляция была отклонена.
В разгоревшейся после этого случая дискуссии мнение судейского корпуса разделилось. Многие известные арбитры высказали мнение, что следовало бы узаконить правило о невозможной позиции — в невозможной позиции нет возможных ходов, а значит партия не может быть продолжена. И если арбитр видит, что на доске создалась невозможная позиция, он должен присудить ничью.
После этой партии в 2018 году в правила блица и быстрых шахмат были внесены изменения — теперь в случае, когда оба короля находятся под шахом, арбитр должен подождать завершения следующего хода, и если после него на доске сохраняется невозможная позиция, присуждается ничья. Также за первый невозможный ход в настоящее время предусмотрены предупреждения и штрафы, и только за совершение тем же игроком второго невозможного хода присуждается поражение.

## Изменения рейтинга
| Графики недоступны из-за технических проблем. См. информацию на Фабрикаторе и на mediawiki.org. |